# Steropleurus nerii
Steropleurus nerii är en insektsart som först beskrevs av Vosseler 1902.  Steropleurus nerii ingår i släktet Steropleurus och familjen vårtbitare.

## Underarter
Arten delas in i följande underarter:
- S. n. nerii
- S. n. pictus